# Temple de Montbrillant
Le temple de Montbrillant est un temple protestant situé sur le territoire de la ville de Genève, en Suisse. La paroisse est membre de l'Église protestante de Genève.

## Histoire
L'édifice est inauguré en 1959. Il est inscrit à l'inventaire des monuments historiques en 2023.

## Architecture et ornements
Le clocher, typique des années 1950, aux formes rectangulaires et triangulaires possède trois cloches Rüestchi, la grosse cloche, coulée en 1961, est la plus récente, ses deux petites sœurs sont plus anciennes, et porte la date de 1959.